# Sokala-Sobara
Sokala-Sobara  è una città e sottoprefettura della Costa d'Avorio appartenente al dipartimento di Dabakala. Conta una popolazione di 16 389 abitanti (censimento 2014).